# The Serenity of Suffering
Albums de Korn
The Paradigm Shift
(2013) The Nothing
(2019)
Singles
1. Rotting in Vain
Sortie : 22 juillet 2016
2. Take Me
Sortie : 28 octobre 2016

The Serenity of Suffering est le douzième album studio de nu metal du groupe Korn, publié le 21 octobre 2016. Selon le guitariste Brian Welch, il est "le plus heavy que nous avons produit depuis longtemps" et que c'est un des sons les plus intenses jamais produits, y compris pour la voix.
L'illustration contient des éléments du quatrième album de Korn, Issues, et a été créé par Ron English.

## Liste des pistes
| 1.  | Insane                                     | 3:50 |
| 2.  | Rotting in Vain                            | 3:33 |
| 3.  | Black Is the Soul                          | 4:01 |
| 4.  | The Hating                                 | 4:22 |
| 5.  | A Different World (featuring Corey Taylor) | 3:20 |
| 6.  | Take Me                                    | 3:00 |
| 7.  | Everything Falls Apart                     | 4:17 |
| 8.  | Die Yet Another Night                      | 4:28 |
| 9.  | When You're Not There                      | 3:24 |
| 10. | Next in Line                               | 3:28 |
| 11. | Please Come for Me                         | 2:53 |

| 12. | Baby                | 4:55 |
| 13. | Calling Me Too Soon | 3:23 |

| 12. | Baby                | 4:55 |
| 13. | Calling Me Too Soon | 3:23 |
| 14. | Out of You          | 3:29 |

## Crédits
Korn
- Jonathan Davis – chanteur
- James "Munky" Shaffer – guitariste
- Brian "Head" Welch – guitariste
- Reginald "Fieldy" Arvizu – bass
- Ray Luzier – batterie

Musiciens additionnels
- Corey Taylor, invité de la voix sur "A Different world"
- Zac Baird – claviers sur "Take me"
- Jules Venturini – programmation
- Nick "Sluggo" Suddarth – programmation
- Rick Norris – programmation supplémentaire
- C-Minus – platines "Insane", "Next in Line", "Calling Me Too Soon"

Production
- Nick Raskulinecz – producteur
- Josh Wilbur – mixage, mastering
- Nathan Yarborough – ingénierie
- Chris Collier – ingénierie supplémentaire
- Paul Suarez – assistant mélange de génie
- Justin Warfield supplémentaires de l'arrangement vocal
- Ron English – illustrations
- Virgilio Tzaj – direction artistique, conception

## Charts
The Serenity of Suffering a fait ses débuts à la quatrième position du Billboard 200, avec 57 000 ventes, dont 55 000 qui étaient des ventes d'albums.
| Tableau (2016)                 | Meilleure place |
| ------------------------------ | --------------- |
| Italien Albums (FIMI)          | 15              |
| Nouvelle-Zélande Albums (RMNZ) | 9               |